# 坎塔布里亚
坎塔布里亚（西班牙語：Cantabria）是西班牙的自治區。它北鄰坎塔布連海、南接卡斯蒂利亞-萊昂、西鄰阿斯圖里亞斯、東連巴斯克。首府桑坦德，是区内最大的城市和主要工业中心。

## 名称来源

坎塔布里亚古国旗 Lábaro Cántabro

西班牙北部古时居住着伊比利亚人坎塔布里部落。他们英勇善战，直到罗马帝国皇帝奥古斯都在位时才被打败，逐渐被同化。这个部落的名称作为地名被流传下来。大海叫坎塔布里亚海，与海平行的山脉叫坎塔布里亚山，位于山海之间的自治区亦得名坎塔布里亚自治区。

## 地理
坎塔布里亚全境地势多山，沿海地带丘陵起伏，高低不平，内陆更是群山耸立，峻峭崎岖。全区只有1/4的土地海拔在200米以下，而几乎一半在600米以上，最高的山峰海拔超过2600米。
由于雨水较多，山区到处林木繁茂，绿意盎然，景色如诗如画，与瑞士的湖光山色很相像，人们把这个地区赞誉为“西班牙的瑞士”。
| 坎塔布里亚自治区主要流经河流 |              |               |                            |                      |                                                        |
| 中文译名                     | 西班牙语名称 | 总长度 (公里) | 发源                       | 入海口               | 流经的主要城市                                         |
| 阿松河                       | Río Asón     | 39            | 科隆德尔阿松自然公园       | 桑托纳湾             | 阿雷东多、拉马莱斯德拉维克托里亚、安普埃罗和科林德雷斯 |
| 贝萨亚河                     | Río Besaya   | 58            | 坎波奥登梅迪奥             | 苏安塞斯             | 洛斯科拉莱斯德武埃尔纳、托雷拉韦加和巴尔塞纳德彼德孔查 |
| 歌美飒河                     | Río Camesa   | 17.9          | 布拉尼奥塞拉               | 阿吉拉尔德坎波奥     | 巴尔德奥莱亚                                           |
| 德瓦河                       | Río Deva     | 64            | 卡马莱尼奥的德山           | 巴尔德圣比森特       | 波特斯                                                 |
| 埃布羅河                     | Río Ebro     | 930           | 埃尔曼达德坎波奥德苏索     | 德尔特夫雷           | 雷诺萨                                                 |
| 埃斯库多河                   | Río Escudo   | 20.5          | 埃斯庫多德卡布埃爾尼加山脈 | 圣比森特德拉瓦尔克拉 | 圣比森特德拉瓦尔克拉                                   |
| 美亚拉河                     | Río Miera    | 41            | 鲁纳达山脉                 | 桑坦德湾             | 圣罗克德里奥米耶拉、列尔加内斯                         |
| 帕斯河                       | Río Pas      | 57            | 卡斯特罗瓦莱纳             | 彼拉戈斯             | 贝加德帕斯和蓬特维耶斯戈                               |
| 皮蘇埃尼亞河                 | Río Pisueña  | 36.2          | 塞莱阿                     | 与帕斯河合流         | 塞莱阿、比利亚卡列多                                   |
| 薩哈河                       | Río Saja     | 67            | 科代尔山脉北部             | 苏安塞斯             | 卡韦松德拉萨尔、托雷拉韦加和苏安塞斯                   |

## 经济

### 农牧业
坎塔布里亚是全国经济效益最好的农牧业生产基地之一，为西班牙重要的鲜奶产区。农作物主要种植玉米、土豆和豆类。林业和渔业也颇为重要。

### 工矿业
坎塔布里亚采矿业富有传统，铅锌矿产量占全国2/5，还开采铁矿。工业有化工、冶金、造船、电子和食品加工等部门。

### 旅游业
坎塔布里亚山清水秀，可登山、滑雪和泛舟，沿海从东到西共有72处海滩，水碧沙细，供人们消暑休憩，有包括阿尔塔米拉洞窟壁画在内的许多名胜古迹，旅游业十分兴盛。

## 著名人物
- 弗朗西斯科·亨托：前西班牙足球运动员。[4]
- 塞維·巴列斯特羅斯（1957年－2011年）：前职业高尔夫球选手，连续50场欧洲巡回赛冠军。[5]
- 露丝·贝蒂亚：女子跳高运动员，2016年里约奥运会女子跳高金牌得主。[6]
- 愛德華多·諾列加：男演员。[7]
- 比森特·卡爾德隆（1913年–1987年）：商人，曾經擔任西甲俱樂部馬德里競技主席二十年。
- 胡安·德·拉·科萨（1450年－1510年）：地理学家。[8]
- 佩德罗·卡尔德隆·德·拉·巴尔卡（1600年－1681年）：西班牙作家、诗人。[9]
- 洛佩·德·维加（1562年－1635年）：西班牙剧作家、诗人。[10]
- 胡安·德·埃雷拉（1530年－1597年）：文艺复兴时期的建筑师、数学家、几何学家。[11]
- 路易斯·卡雷罗·布兰科（1904年－1973年）：前海军上将，佛朗哥的密友，死于埃塔组织的暗杀。
- 阿尔弗雷多·佩雷斯·鲁瓦尔卡瓦：西班牙工人社会党内政大臣，于2010年及2011年间出任副首相。[12]

## 图集

行政区划
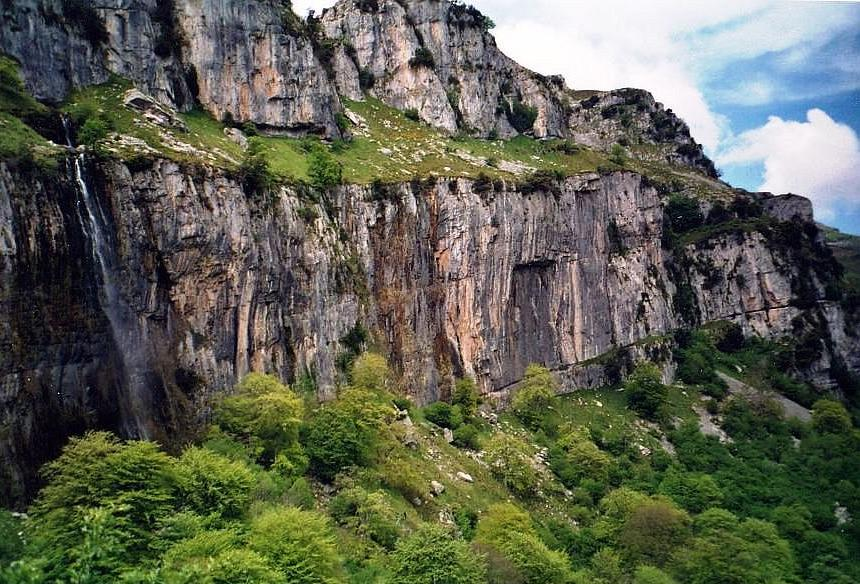
阿松河的源头
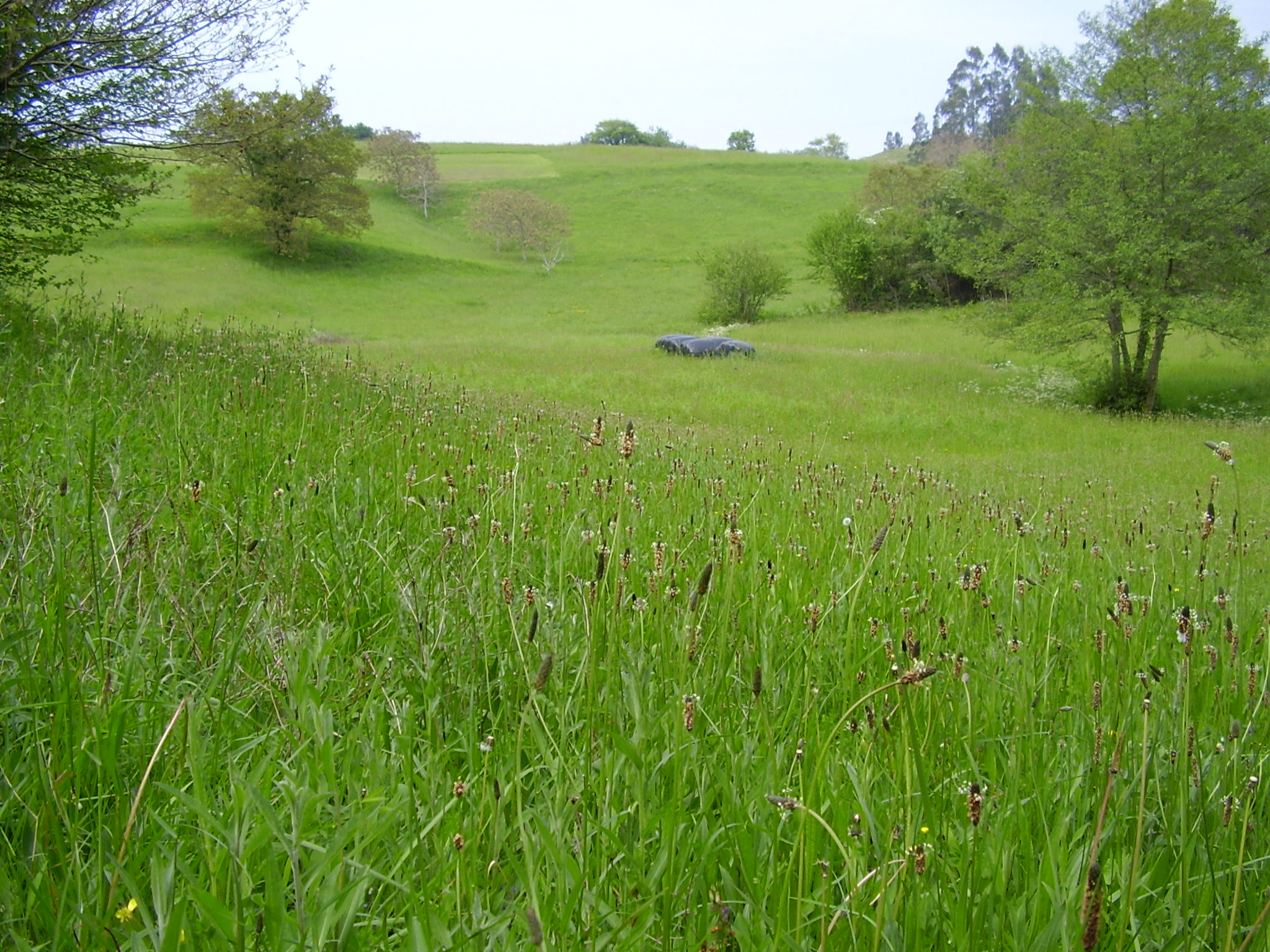
巴尔达利加的草地
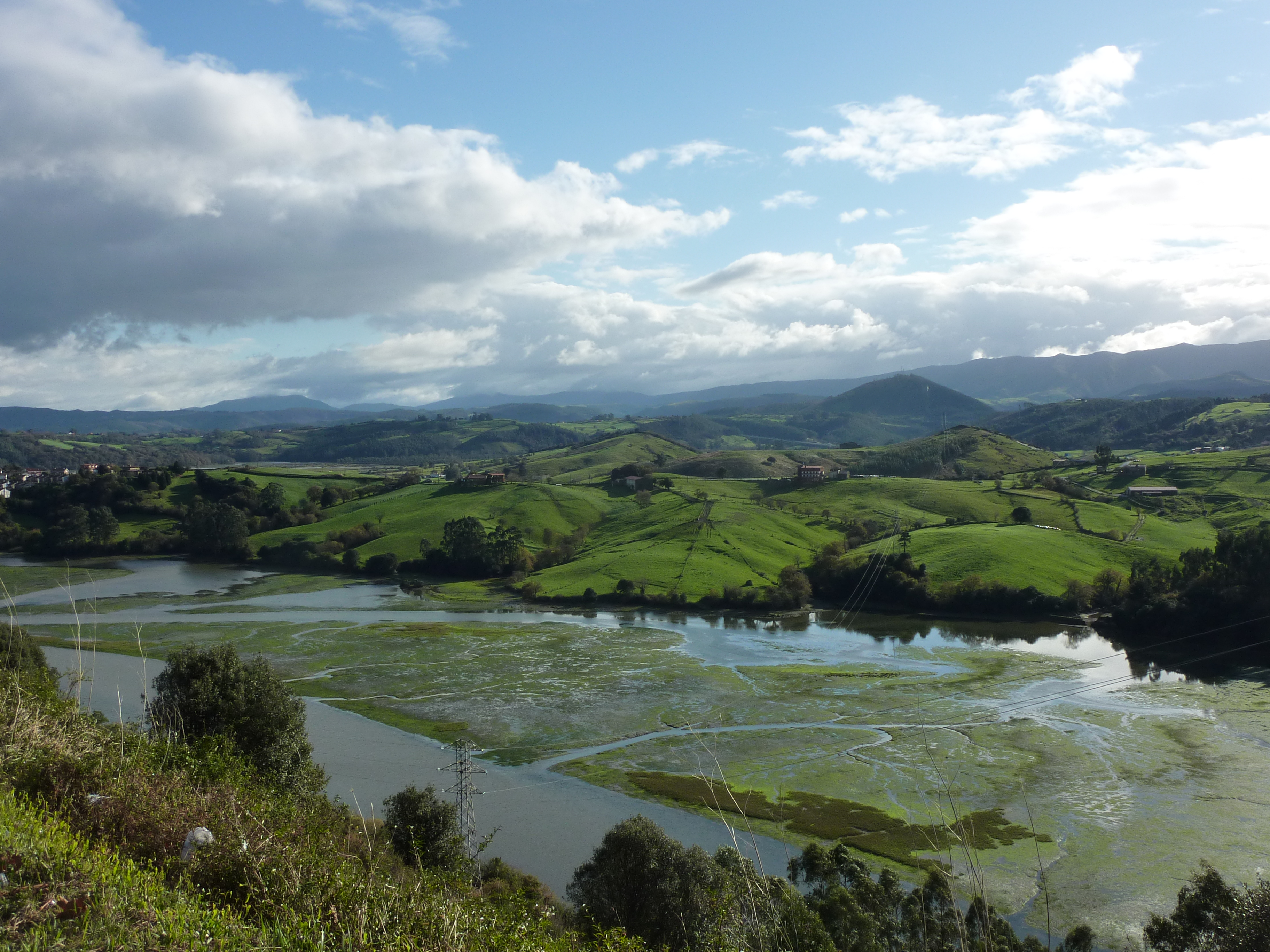
山丘与湿地
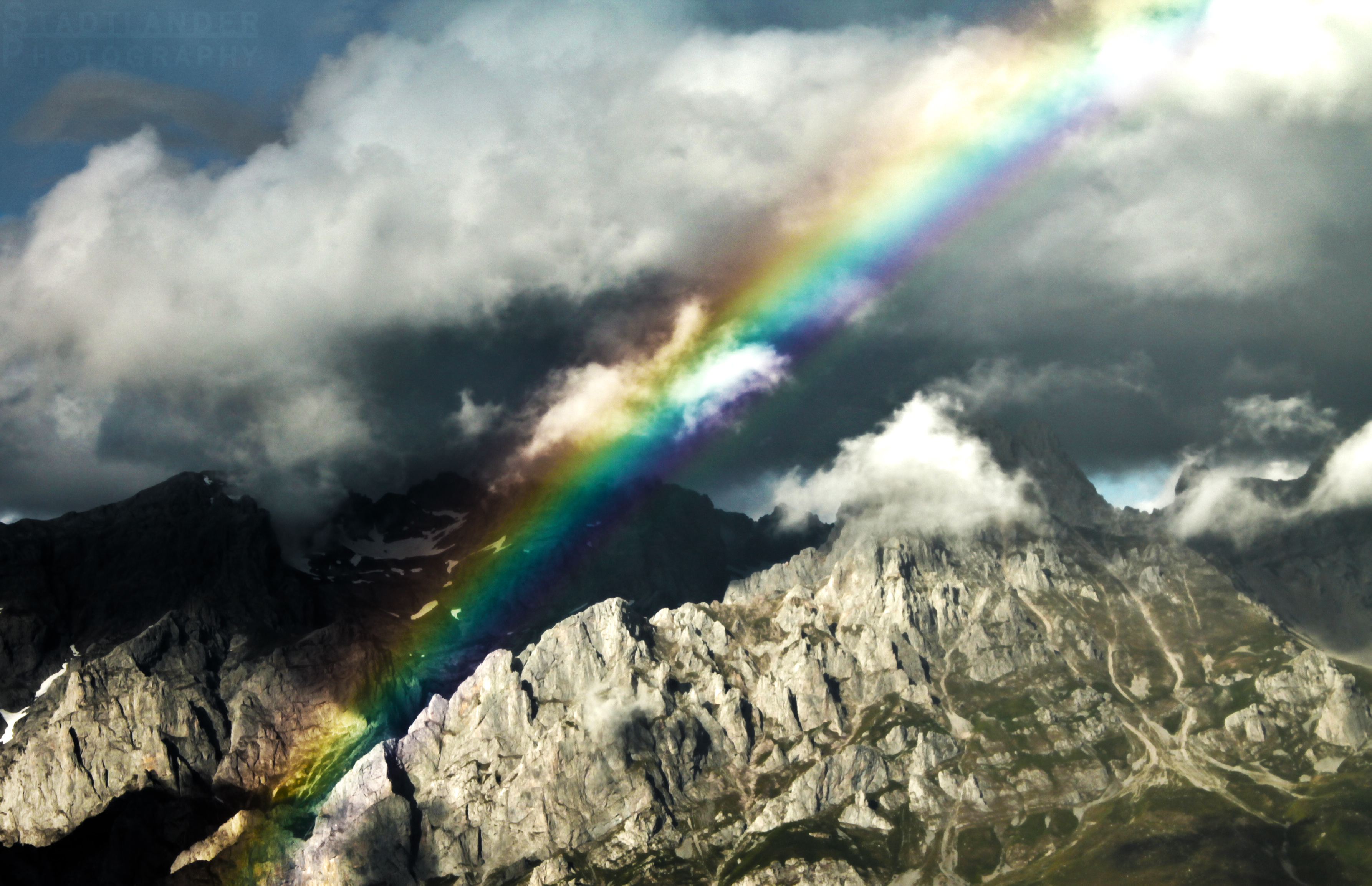
彩虹
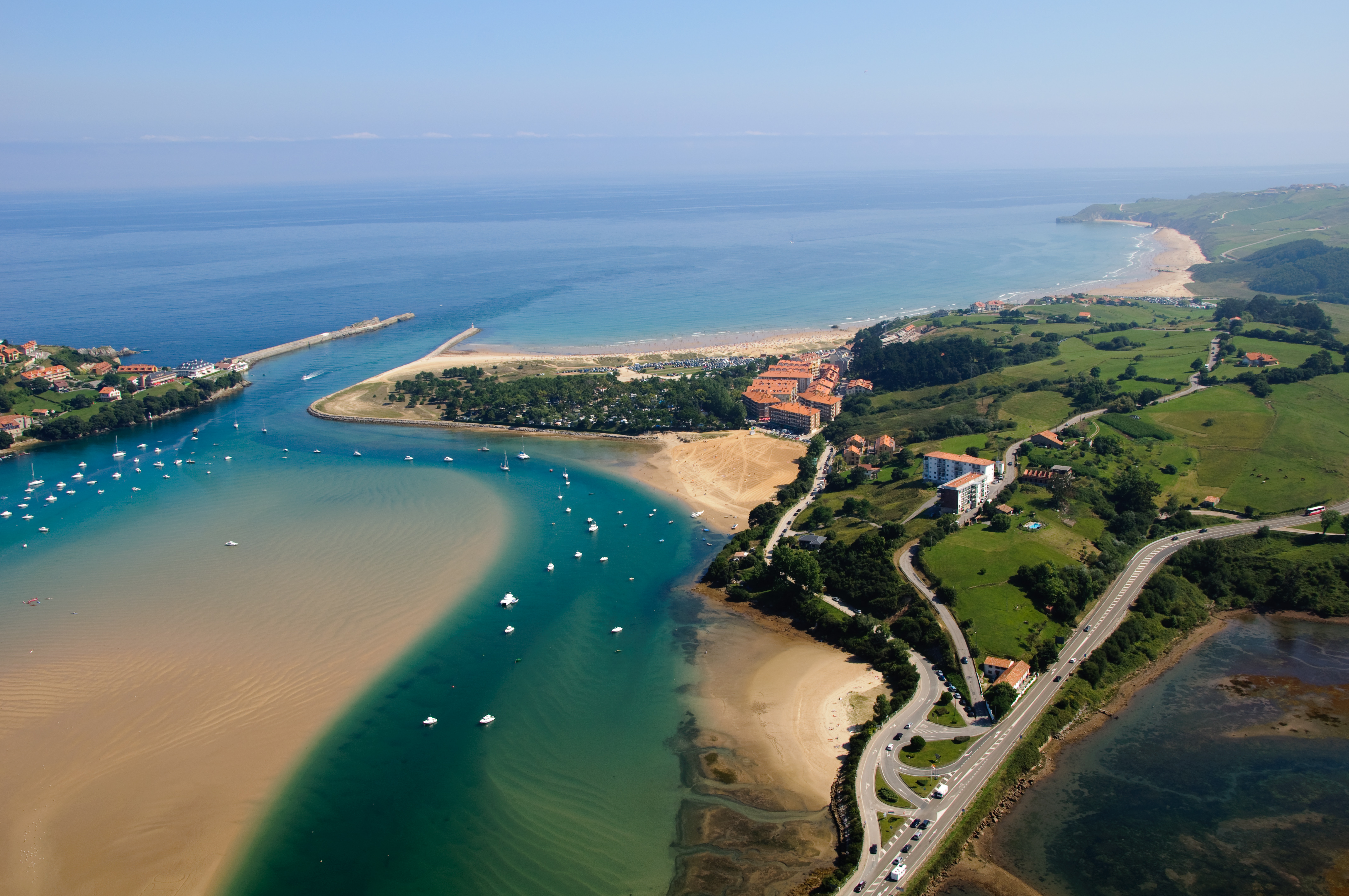
港口
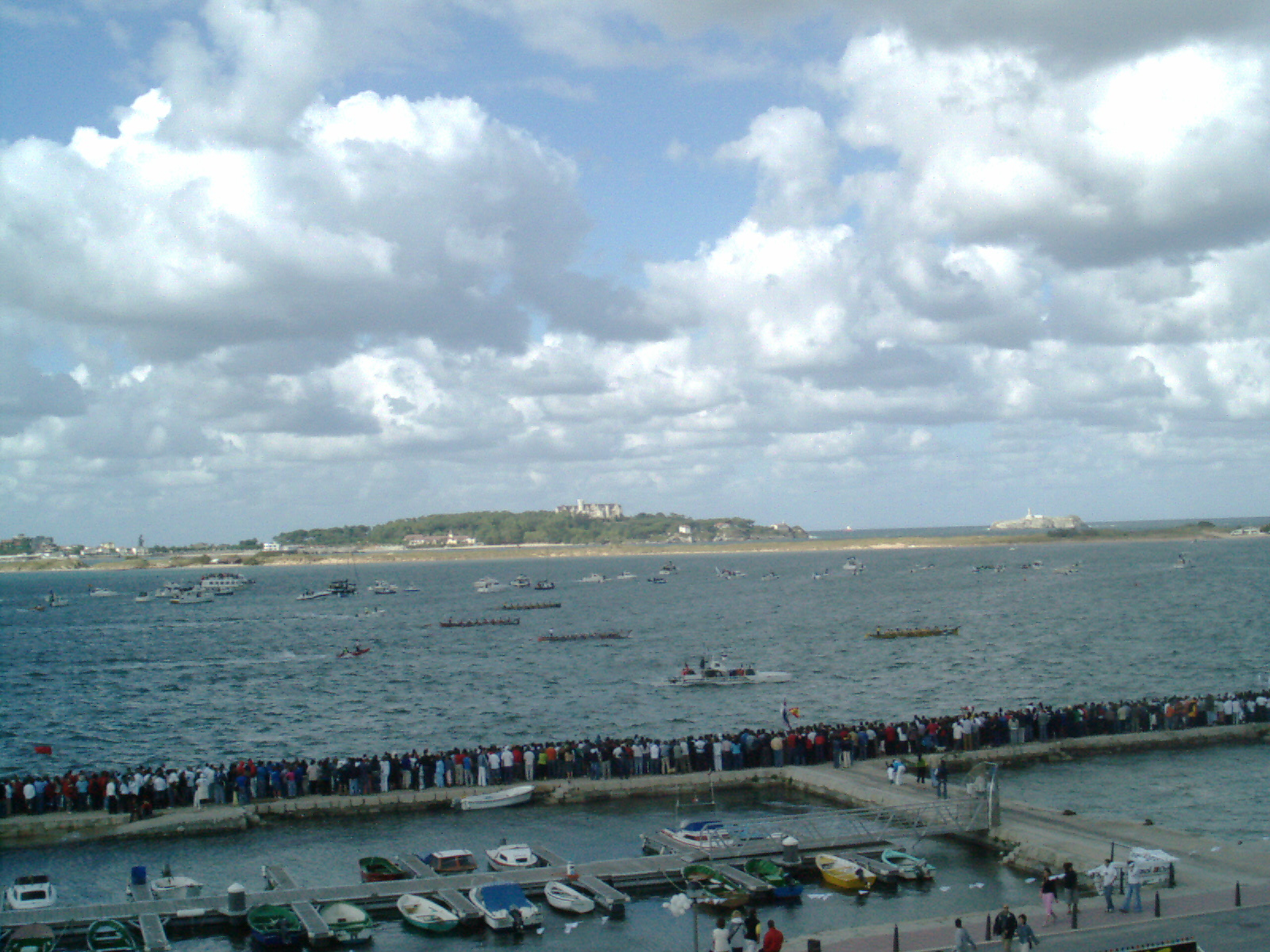
港口
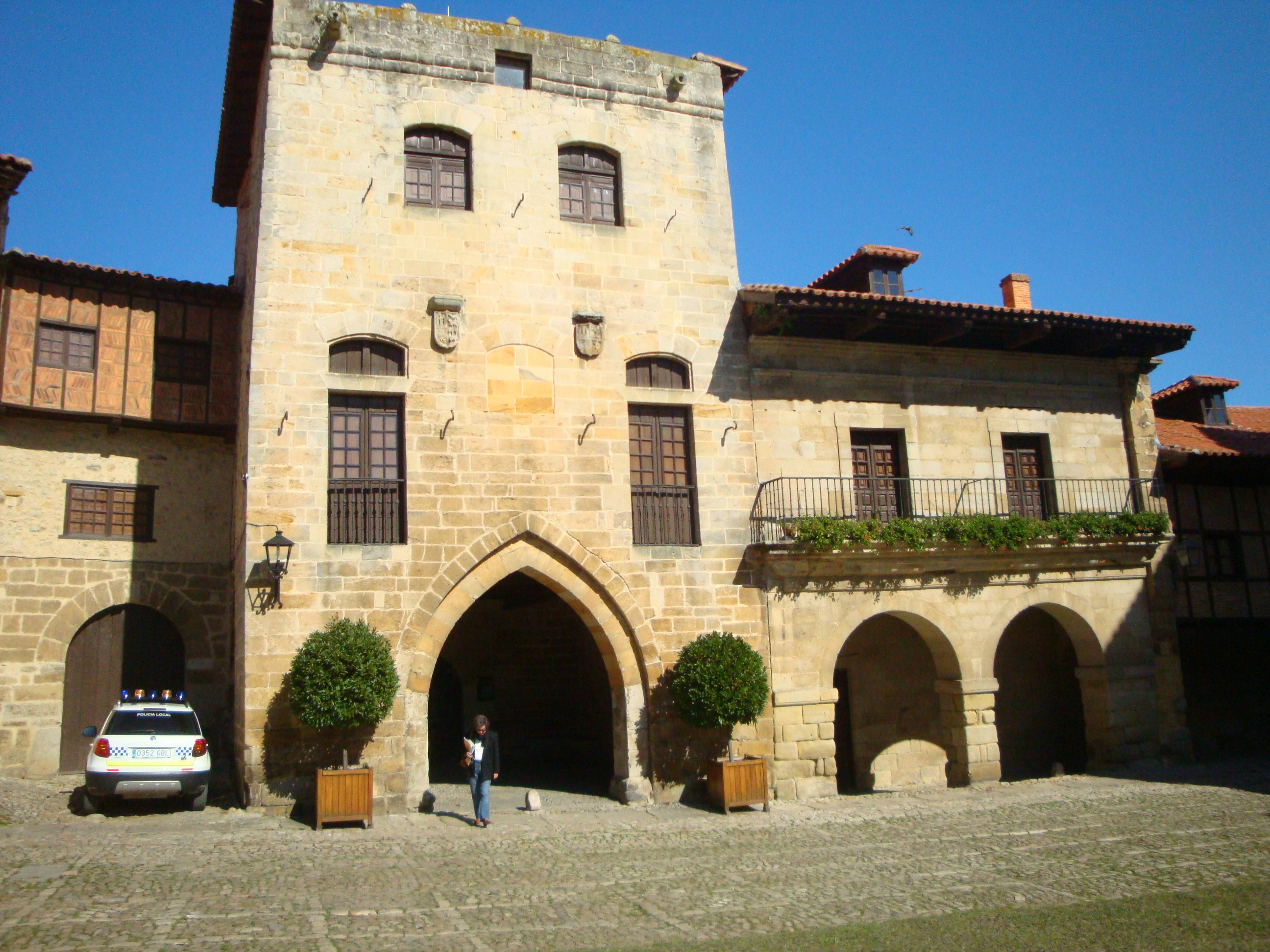
散提亚拿
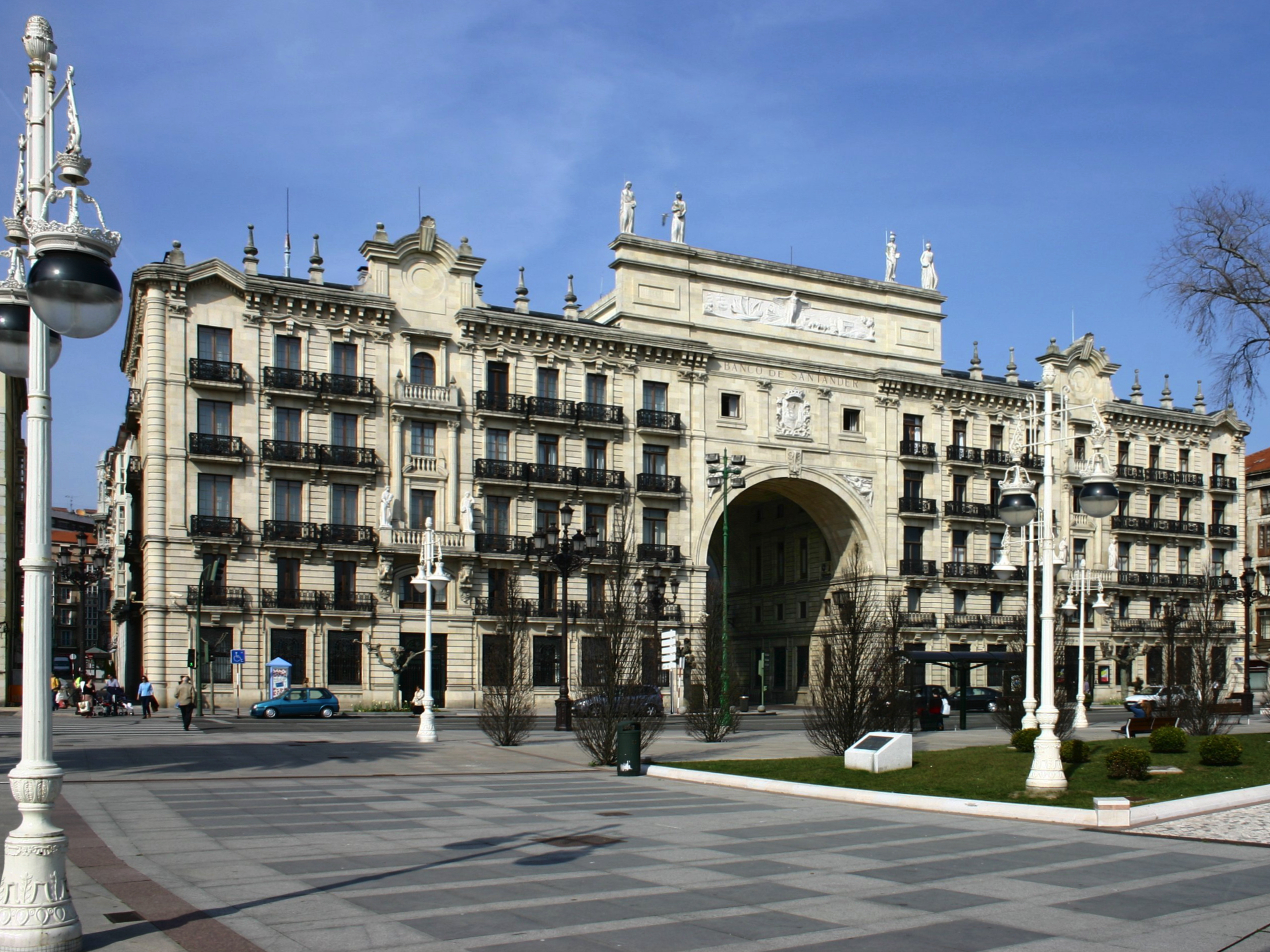
桑坦德银行
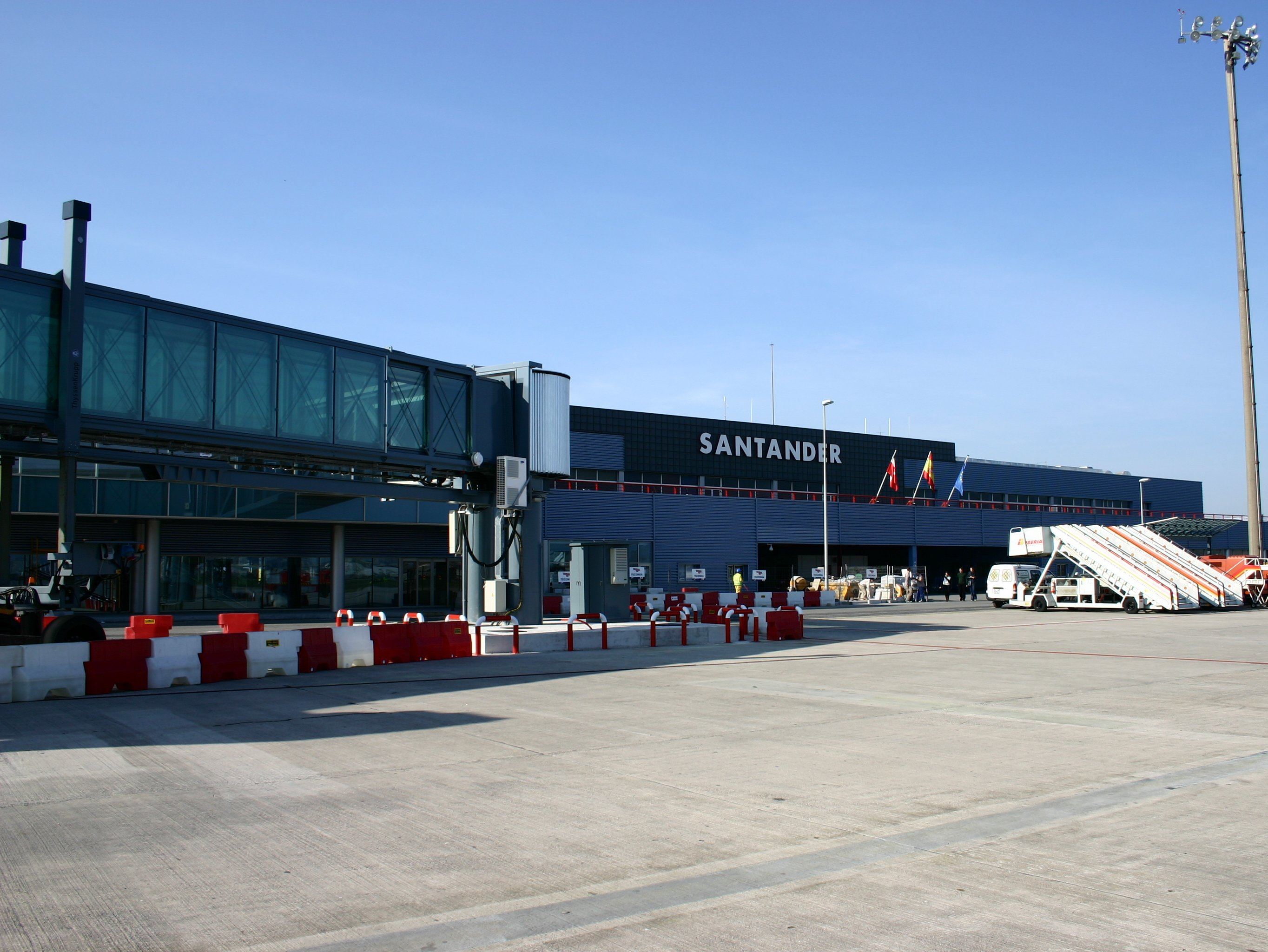
位于卡马尔戈的桑坦德机场
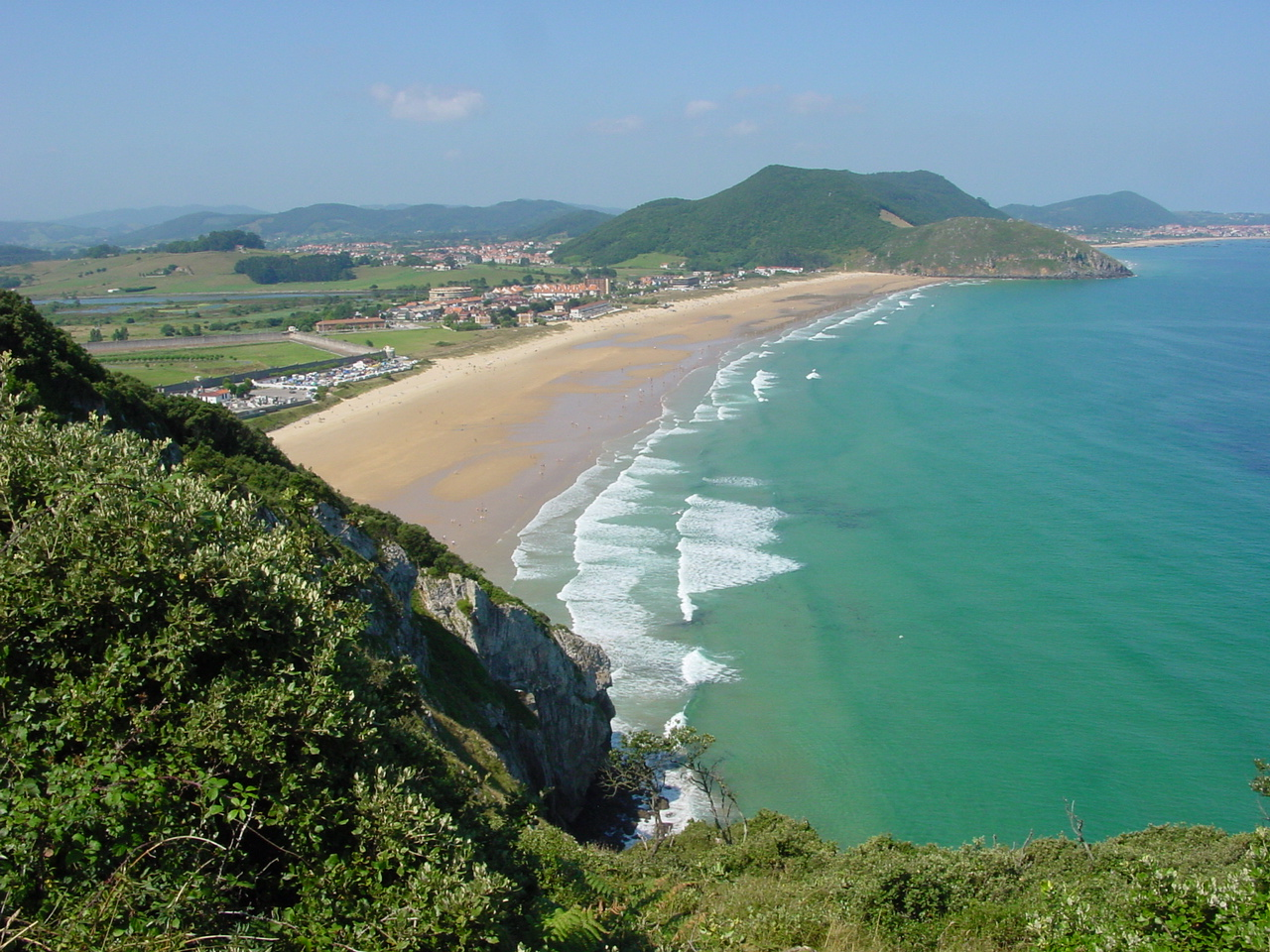
桑托尼亚的海滩
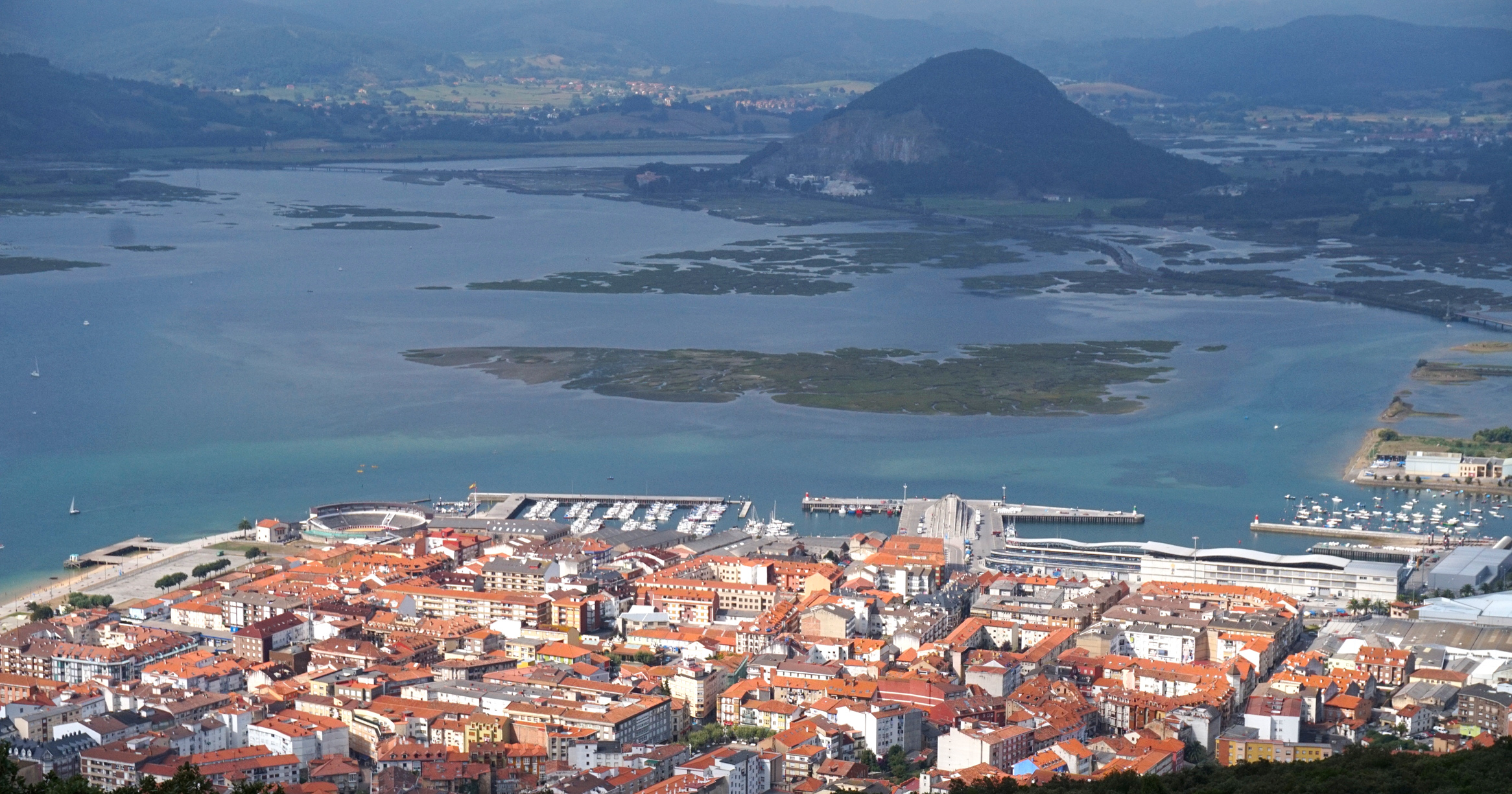
桑托尼亚
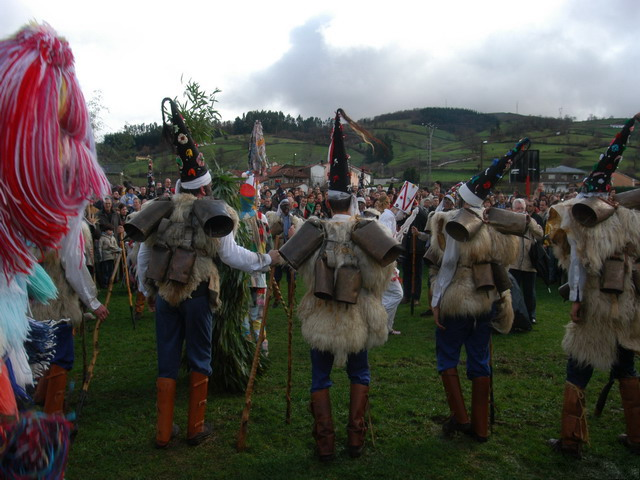
传统节日 La Vijanera